# Shmuel Schneerson
Samuel Schneersohn (el rabí Samuel de Lubavitx o el Rebe Maharash) (17 de març de 1834 - 14 de setembre de 1882) va ser un rabí ortodox, i el cuart Rebe (líder espiritual) del moviment hassídic Habad Lubavitx.
Schneersohn va néixer a Lyubavichi, el 2 d'Iyar de 1834, el Rebe era el setè fill del rabí Tzemach Tzedek (el Miteler Rebe).
El Rebe es va enfrontar a la competència de tres dels seus germans, principalment del rabí Yehuda Leib Schneersohn, que va establir una dinastia a Kapust, després de la mort del seu pare. Els altres germans també van establir dinasties a Lyady, a Nizhyn, i a Ovruch.
En 1848 Schneersohn estava casat amb la filla del seu germà, el rabí Chaim Shneur Zalman Schneersohn. Després de diversos mesos, la seva esposa va morir, i el Rebe es va casar de nou amb Rivka, la filla del rabí.
Rivka era una neta del rabí Dovber Schneuri, el Miteler Rebe. El matrimoni va tenir tres fills: el rabí Zalmman Aharon, el rabí Sholom Dovber, i el rabí Menachem Mendel, així com una filla, Devorah Leah.
Es deia que Schneersohn tenia diversos carruatges preparats per a l'evacuació dels seus llibres en cas d'incendi.
A més del seu activisme comunal, el Rebe tenia amplis interessos intel·lectuals. Parlava diversos idiomes, incloent el llatí.
El Rebe va escriure extensament, sobre una àmplia gamma d'assumptes religiosos i seculars, molts dels seus escrits mai s'han publicat, i romanen en un format manuscrit solament.
Els seus discursos van començar a publicar-se per primera vegada, amb el títol Likutei Torat Shmuel el 1945, va ser editats per la casa Editorial Kehot, i fins ara s'han publicat 12 volums.
El Rebe va morir en la localitat de Lyubavichi, el 13 de Tishrei de 1882, deixant a tres fills, i a dues filles, el Rebe va ser succeït pel seu fill, el rabí Sholom Dovber (el Rebe Rashab).